# R132 (Russland)
Die R132 (russisch Р132 «Золотое кольцо» Solotoje kolzo; „Goldener Ring“, nach dem Gebiet, durch das sie in ihrem nordöstlichen Abschnitt verläuft) ist eine Fernstraße föderaler Bedeutung in Russland.
Die Straße führt in einem weiten Ring durch neun Föderationssubjekte um die Hauptstadt Moskau und ist mit einer Gesamtlänge von über 1500 Kilometer die längste Ringstraße Russlands. Sie verbindet die Verwaltungszentren aller von ihr berührten Gebiete (die Großstädte Jaroslawl, Kostroma, Iwanowo, Wladimir, Rjasan, Tula, Kaluga und Twer) mit Ausnahme von Smolensk. In ihrem Verlauf überquert sie – teils mehrfach – bedeutende Flüsse wie Wolga, Oka und Kljasma.
Die R132 kreuzt sämtliche von Moskau ausgehende Magistral-Fernstraßen, wobei sie mit einigen gemeinsame Abschnitte hat.
Die R132 wurde 2020 ausgewiesen und ersetzt eine größere Zahl früherer Regional- und Fernstraßen, darunter die R600 Iwanowo–Kostroma. Diese wurde 2010 aus der früheren A113 gebildet, die bis in die 1990er-Jahre auch die Zweigstrecken Wladimir–Iwanowo der M7 Wolga und Jaroslawl–Kostroma der M8 Cholmogory umfasste. Diese Zweigstrecken gehören heute ebenfalls zur R132.